# Oeme
Oeme is een kevergeslacht uit de familie van de boktorren (Cerambycidae). De wetenschappelijke naam van het geslacht werd voor het eerst geldig gepubliceerd in 1840 door Newman.

## Soorten
Oeme omvat de volgende soorten:
- Oeme costata LeConte, 1873
- Oeme rigida (Say, 1827)